# Prexifort-OCR
Prexifort-OCR（プレキシフォート・オーシーアール）はNTTデータが開発・販売する定型帳票型OCR（光学文字認識）ソフトである。
手書き文字の認識を強みとし、英数字、日本語、中国語 (簡体字/繁体字)、スペイン語、ベトナム語にも対応している。Microsoft Visual Studioで利用可能な画面コントロール部品を同梱し、APIライブラリによる外部アプリ連携も可能となっている。
2019年時点で、官公庁を中心に約3万ライセンス以上が稼働中であるという。
もともと1971年よりNTTデータはOCRに関する研究開発を続けており、長い間システムインテグレーションの中で使われてきたが、2008年にPrexifort-OCRとしてパッケージ商品化した。
また、関連ソリューションとして、長期保管が必要となる国税関係書類（契約書、請求書、見積書、等）の登録から保管・活用までを支援する文書管理ソリューション「Prexifort-OCR®（プレキシフォートOCR）e文書Plus」や、金融機関の営業店窓口向けに「Prexifort-OCR® 金融版」を提供している。
2014年にグループ会社のNTT-AT社が販売を開始したRPAツール「WinActor」は、元々は紙の書類をデータ化してテキストに変換した後に基幹システムに入れる際に使うPrexifort-OCRのオプションとして提供されていたものが独立して販売されるようになったものである。